# (3990) Heimdal
(3990) Heimdal ist ein Asteroid des äußeren Hauptgürtels, der am 25. September 1987 vom dänischen Astronomen Poul Jensen am Schmidt-Teleskop des Observatoriums Brorfelde (IAU-Code 054) in der Nähe von Holbæk entdeckt wurde. Unbestätigte Sichtungen des Asteroiden hatte es vorher schon mehrere am Krim-Observatorium in Nautschnyj gegeben: am 18. August 1971 mit der vorläufigen Bezeichnung 1971 QJ3 sowie am 8. Oktober 1972 (1972 TG2), 2. Dezember 1972 (1972 XM) und 23. September 1979 (1979 SA3).
Der Asteroid befindet sich in einer 3:2-Bahnresonanz mit dem Planeten Jupiter, das heißt, dass bei zwei Umkreisungen der Sonne von Jupiter der Asteroid die Sonne dreimal umkreist.
Mit den CCD-Sensoren des 70-cm-Spiegelteleskopes der zur Nationalen W.-N.-Karasin-Universität Charkiw gehörenden Chuguevskaya Station wurde 2011 eine Lichtkurve des Asteroiden aufgenommen. Die Messungen deuten darauf hin, dass die Rotationsperiode 20 Stunden betragen könnte. Es wurde dabei von einer Zugehörigkeit von (3990) Heimdal zur Hilda-Gruppe ausgegangen, einer Gruppe von Asteroiden, deren Namensgeber der Asteroid (153) Hilda ist.
(3990) Heimdal wurde am 1. September 1993 nach Heimdall benannt, einem Gott aus der nordischen Mythologie. Der Marskrater Heimdal hingegen wurde 2008 nach dem norwegischen Ort Heimdal benannt. Eine nach dem nordischen Gott benannte Oberflächenformation im Sonnensystem ist der Krater Heimdall auf dem Jupitermond Kallisto.